# (3688) Navaho
(3688) Navaho és un asteroide pertanyent al cinturó exterior d'asteroides descobert per Edward L. G. Bowell el 30 de març de 1981 des de l'Estació Anderson Mesa, a Flagstaff, Estats Units.

## Designació i nom
Navajo va rebre al principi la designació de 1981 FD. Més tard, el 1988, es va reanomenar pels navajos, un poble indígena nord-americà.

## Característiques orbitals
Navajo orbita a una distància mitjana de 3,221 ua del Sol, podent allunyar-se'n fins a 4,763 ua i acostar-s'hi fins a 1,679 ua. La seva excentricitat és 0,4787 i la inclinació orbital 2,559 graus. Triga 2111 dies a completar una òrbita al voltant del Sol.

## Característiques físiques
La magnitud absoluta de Navajo és 15,1.